# Medicago archiducis-nicolai
Medicago archiducis-nicolai là một loài thực vật có hoa trong họ Đậu. Loài này được Sirj. miêu tả khoa học đầu tiên.